# NSU 6/10 PS
Der NSU 6/10 PS war ein PKW der unteren Mittelklasse, den die Neckarsulmer Fahrzeugwerke Aktiengesellschaft in den Jahren 1906 und 1907 bauten. Es war der erste vierrädrige PKW eigener Konstruktion, den die Firma herstellte.
Das Werk hatte 1905 bereits begonnen, größere Wagen in Lizenz von Usines Pipe zu fertigen, versprach sich von einem kleineren Wagen eigener Konstruktion aber bessere Marktchancen. Der 6/10 PS wurde als „Original Neckarsulmer Motorwagen“ vermarktet.
Der wassergekühlte Motor war ein Vierzylinder-Reihenmotor mit einem Hubraum von 1420 cm³ (Bohrung × Hub = 68 × 90 mm), der 12 PS (8,8 kW) bei 1650/min leistete. Dieser Motor hatte eine Hochspannungs-Magnetzündung, eine automatische Pumpenschmierung und hängende Ventile. Die Kraft wurde über eine Lederkonuskupplung, ein Dreiganggetriebe mit rechts angebrachter Kulissenschaltung und eine Kardanwelle auf die Hinterräder übertragen. Der Radstand des Zweisitzers betrug 2000 mm, seine Spurweite 1150 mm und sein Gewicht 600 kg. Der Viersitzer hatte einen um 440 mm längeren Radstand. Die Höchstgeschwindigkeit lag bei 55–60 km/h.
Im Jahre 1907 ersetzte der 6/12 PS dieses Modell.